# トレイナー・レシオ
トレイナー・レシオ(英: Treynor ratio)とは投資の効率性を測る指標。Jack Treynorにより1965年に発表された。トレイナーの測度、もしくはトレーナーの測度(英: Treynor measure)とも呼ばれる。

## 概要
トレイナー・レシオは現代ポートフォリオ理論(MPT)や資本資産価格モデル(CAPM)を基礎とした投資の効率性基準である。同様にMPTやCAPMを基礎とした投資の効率性の基準としてジェンセンのアルファとシャープ・レシオがある。あるポートフォリオ {\displaystyle p} の収益率を {\displaystyle R_{p}} とする時、そのポートフォリオのトレイナー・レシオ {\displaystyle T_{p}} は次で定義される。
{\displaystyle T_{p}={\frac {E[R_{p}]-r_{\mathrm {f} }}{\beta _{p\mathrm {m} }}}}
ここで {\displaystyle E[R_{p}]} は {\displaystyle R_{p}} の期待値であり、{\displaystyle r_{\mathrm {f} }} は安全資産の金利、{\displaystyle \beta _{p\mathrm {m} }} はポートフォリオ {\displaystyle p} のベータ(CAPMを参照)である。トレイナー・レシオはその値が大きければ大きいほど投資効率性が良いことになる。トレイナー・レシオを理解する上で重要なのがCAPMにおけるシステマティック・リスクと個別リスクの分離である。{\displaystyle R_{p}} の分散は
{\displaystyle \mathrm {Var} (R_{p})=\beta _{p\mathrm {m} }^{2}\mathrm {Var} (R_{\mathrm {m} })+\mathrm {Var} (\epsilon _{p})}
と二つに分解できる。ここで {\displaystyle R_{\mathrm {m} }} は市場ポートフォリオと呼ばれるポートフォリオの収益率である。右辺第1項をあらゆるポートフォリオに共通したシステマティック・リスクと呼び第2項を各ポートフォリオ固有の個別リスクと呼ぶ。この時、あらゆるポートフォリオに対して {\displaystyle \mathrm {Var} (R_{\mathrm {m} })} は共通であり、それが {\displaystyle \beta _{p\mathrm {m} }^{2}} 倍されたものが各ポートフォリオのシステマティック・リスクとなっている。よって {\displaystyle \beta _{p\mathrm {m} }} をシステマティック・リスクに対する感応度と見なし、それでポートフォリオのリスクプレミアムを割ることで、システマティック・リスクが1単位増えた時の超過リターンの増加量を表している。
もしCAPMが成立しているならば、定義から明らかではあるが、トレイナー・レシオはあらゆるポートフォリオにおいて共通で、マーケットリスクプレミアム(CAPMを参照)と一致する。またトレイナー・レシオは証券市場線からの逸脱具合を表している。
しかし、トレイナー・レシオをポートフォリオのパフォーマンス評価に用いるには注意が必要である。というのも、トレイナー・レシオはその定義から個別リスクの部分が無視されているからである。トレイナー・レシオが最も効果を発揮するのは、よく分散され、個別リスクが極めて小さいポートフォリオ同士の比較である。